# کالج پیرس لس آنجلس
کالج پیرس (به انگلیسی: Los Angeles Pierce College) که در «وودلند هیلز» در شمال غربی «لس آنجلس» واقع شده‌است و کالجی است برای دوره‌های تحصیلی دوساله که در حال حاضر بیش از ۲۳۰۰۰ دانشجو در آن مشغول تحصیل می‌باشند و در هر ترم به ۲۲۰۰۰دانشجو خدمت می کند.
کالج در سال ۱۹۴۷ با حدود ۱۸ استاد و استادیار و حدود ۷۰ دانشجو شروع به کار نمود و در ابتدا با نام مدرسه کشاورزی «کلارنس پیرس» فعالیت خود را آغاز نمود. بعد از حدود ۹ سال نام مؤسسه به کالج پیرس تغییر یافت.